# Аргируполи
Аргируполи (грч. Αργυρούπολη) је насељено место у општини Просечен у периферији Источна Македонија и Тракија, Грчка. Према попису из 2021. године био је 551 становник.
Аргируполи је подигнут на месту некадашњег читлука Чали Чифлик, на коме су радили мештани околних села. Ту је 1923—1924. године насељено 94 грчких избегличких породица, којих је на попису из 1928. године било 336.